# Peganum harmala
Peganum harmala, soms 'Syrische wijnruit' genoemd, is een kruidachtige overblijvende plant, waarvan alleen de ondergrondse wortelstok verhout, uit de familie Nitrariaceae. De wetenschappelijke naam van de soort werd in 1753 gepubliceerd door Linnaeus in Species plantarum. De naam 'harmala' nam hij over van Rembert Dodoens, die hem als geslachtsnaam gebruikte. De plant vindt veel toepassing in de volksgeneeskunde van Noord-Afrika en het Midden-Oosten. De plant bevat een groot aantal alkaloïden; alle delen van de plant zijn giftig.

## Kenmerken
De tot 80 cm hoge plant heeft een struikachtige groei, met vanaf de basis sterk vertakkende stijve stengels die alleen in het onderste deel licht verhouten. 's Winters sterft hij bovengronds af. De vleesachtige bladeren staan verspreid langs de stengel, zijn heldergroen, 2–5 cm lang, en 3 of meer keer onregelmatig dichotoom vertakt tot lijnvormige slippen, en hebben aan de basis twee steunblaadjes.
De plant bloeit van het eind van de lente tot het begin van de herfst, in sommige gebieden, waaronder Israël, eerder. De bloemen staan in het bovenste deel van de stengel, steeds tegenover een blad op een 2–5 cm lange bloemsteel. Ze zijn vijftallig, met 5 lijnvormige kelkbladen van 1,5–2 cm lang, soms tegen het eind gesplitst in lijnvormige slippen, en 5 roomwitte ovale 15–20 mm lange en 6–9 mm brede kroonbladen met een geelgroene lijnvormige tekening aan de basis. Het aantal meeldraden bedraagt 15. Het vruchtbeginsel is driehokkig. De vrucht is vrijwel bolrond. De zaden zijn donkerbruin, 3–4 mm lang, driehoekig, licht gekromd, met een ruw oppervlak.

## Verspreiding en habitat
De soort groeit in licht zouthoudende bodems bij oases in woestijnen en in streken met een mediterraan klimaat. Van nature komt hij voor in het hele Middellandse Zeegebied en in het verlengde daarvan in Azië tussen ruwweg dezelfde breedtegraden, tot aan de Gele Zee.

## Naamgeving
Deze soort heeft een geschiedenis in de literatuur die teruggaat tot de oudheid. De eerste die een beschrijving geeft is Dioscorides, die hem in zijn Περὶ ὕλης ἰατρικῆς (Peri hylés iatrikés; de materia medica) noemt als πήγανον ἄγριον (Péganon agrion; agrion = uit het wild), naast πήγανον κηπεον (Péganon kèpeon; gekweekt) en πήγανον ὀρεινον (Péganon oreinon; uit de bergen). In de eerste vertalingen die van Dioscorides' werk vanaf de eerste helft van de zestiende eeuw verschijnen, wordt de soort 'Ruta sylvestris' genoemd, meestal samen met 'Ruta hortensis' (de wijnruit, Ruta graveolens) en 'Ruta montana'. Ook Rembert Dodoens maakt in 1553 in zijn Trium priorum de stirpium historia melding van de plant als 'Ruta sylvestris', met de Griekse naam πήγανον ἄγριον, door sommigen 'Moly' of 'Harmala' genoemd, door Pseudo-Apuleius 'Viperalis' en door apothekers 'Harmel'. Behalve Pseudo-Apuleius noemt Dodoens in 1553 geen bronnen voor zijn namen. In 1583 heeft hij een veel betere illustratie, en plaatst hij de soort onmiddellijk onder de Ruta's in een eigen geslacht 'Harmala'. Hij geeft dan aan dat hij de naam πήγανον ἄγριον (péganon agrion) van Dioscorides heeft, dat de soort volgens die auteur in Cappadocië en Galatië groeit, en daar μωλυ (moly) wordt genoemd, en somt vervolgens op welke geneeskrachtige eigenschappen de plant in diverse vormen had volgens Galenus.
De naam 'moly' is vervolgens een bron van verwarring. Volgens Nóra Zergi wordt 'μωλυ' ('moly') voor het eerst genoemd in boek 10 van de Odyssee van Homerus. Ook Theophrastus zou later melding van een soort met die naam hebben gemaakt. Moly zou van het Sanskriet 'mūla' komen, wat wortel betekent. Homerus verhaalt dat de plant moeilijk uit de grond te trekken is. De naam 'moly' zou, volgens Dioscorides, in Cappadocië en Galatië zijn gegeven op basis van de witte bloemen en zwarte wortel, een overeenkomst met de 'echte moly', die hij, volgens Zergi, ook beschrijft, en die volgens haar met grote waarschijnlijkheid Mandragora is.
In 1623 plaatst Bauhin in zijn Pinax de soort onder de naam 'Ruta sylvestris flore magno albo' nog onder de Ruta's, maar in 1738 neemt Linnaeus de zienswijze van Dodoens en Tournefort over, en plaatst de soort in een eigen geslacht. In 1753 geeft hij de soort tot slot de naam Peganum harmala, met een verwijzing naar de uitgebreide synonymie in Bauhins Pinax.

## Type
Brian Laurence Burtt en Patricia Lewis gaven in 1954 'Cult. in Horto Upsaliensi (Linn)' op als lectotype voor de soort. Dat materiaal in The Linnean Herbarium bleek echter uit twee herbariumbladen (LINN 621.1 en 621.2) te bestaan die niet aantoonbaar op dezelfde plaats en tijd verzameld waren (single gathering). In theorie had vervolgens een van die twee bladen als type aangewezen kunnen worden, maar in 1993 selecteerde Mohammed Nabil El Hadidi 'Clifford Herbarium 206, Peganum no. 1' als lectotype. Omdat het lectotype van Burtt & Lewis niet uit een single gathering bestond, was ICBN Art. 9.15 (Vienna Code) hier niet van toepassing, en moet de keuze van El Hadidi gevolgd worden.

## Synonymie
- Peganum harmala L. (1753)
  - Peganon harmalum (L.) St.-Lag. (1880)[noot 4]
- Harmala peganum Crantz (1766)
- Peganum dauricum Pall. (1771)
- Mesembryanthemum caspicum S.G.Gmel. (1784)
- Harmala multifida All. (1785)
- Harmala syriaca Bubani (1901)
- Peganum rothschildianum Buxb. (1927)

## Afbeeldingen

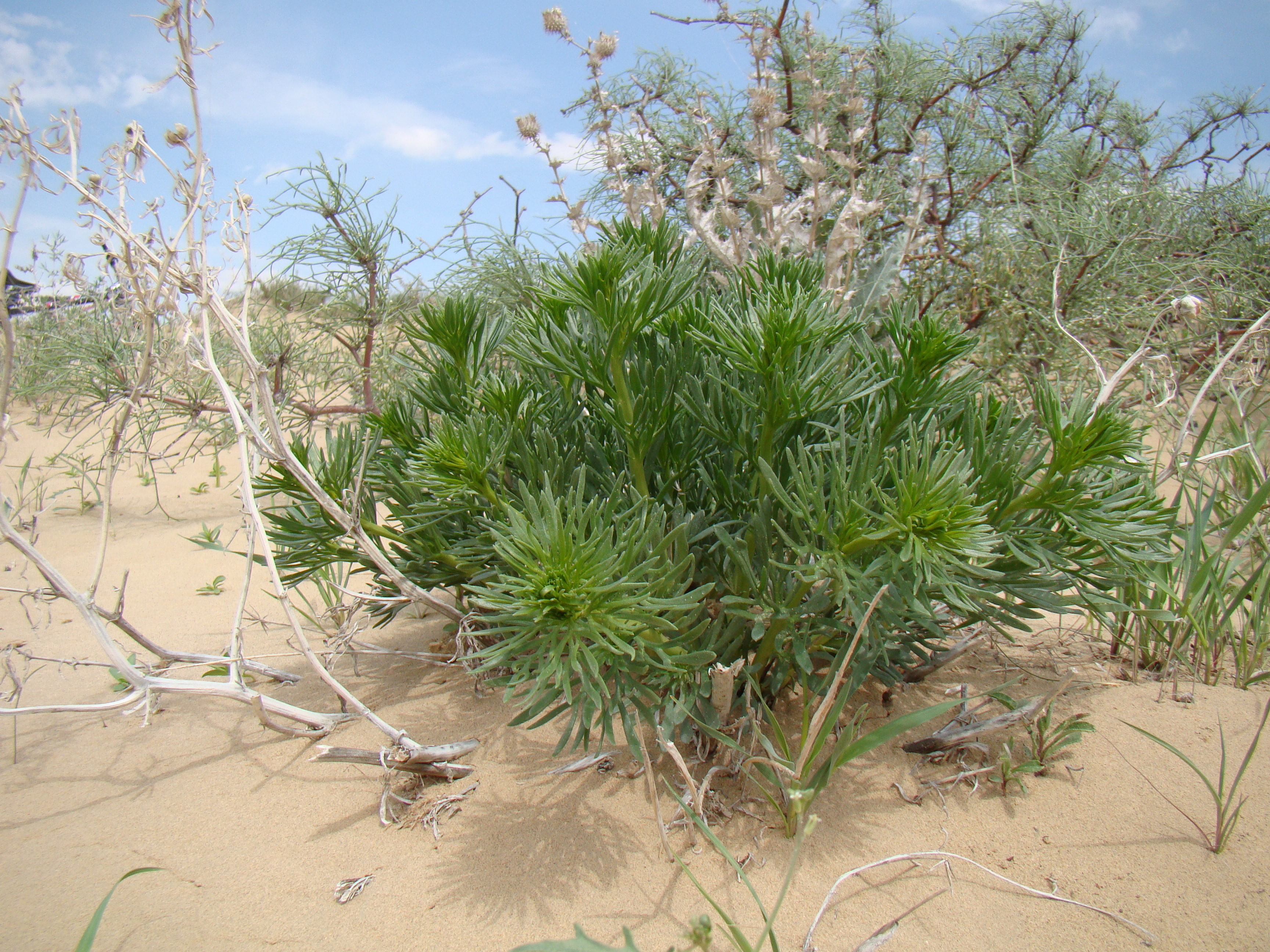
Habitus vegetatief
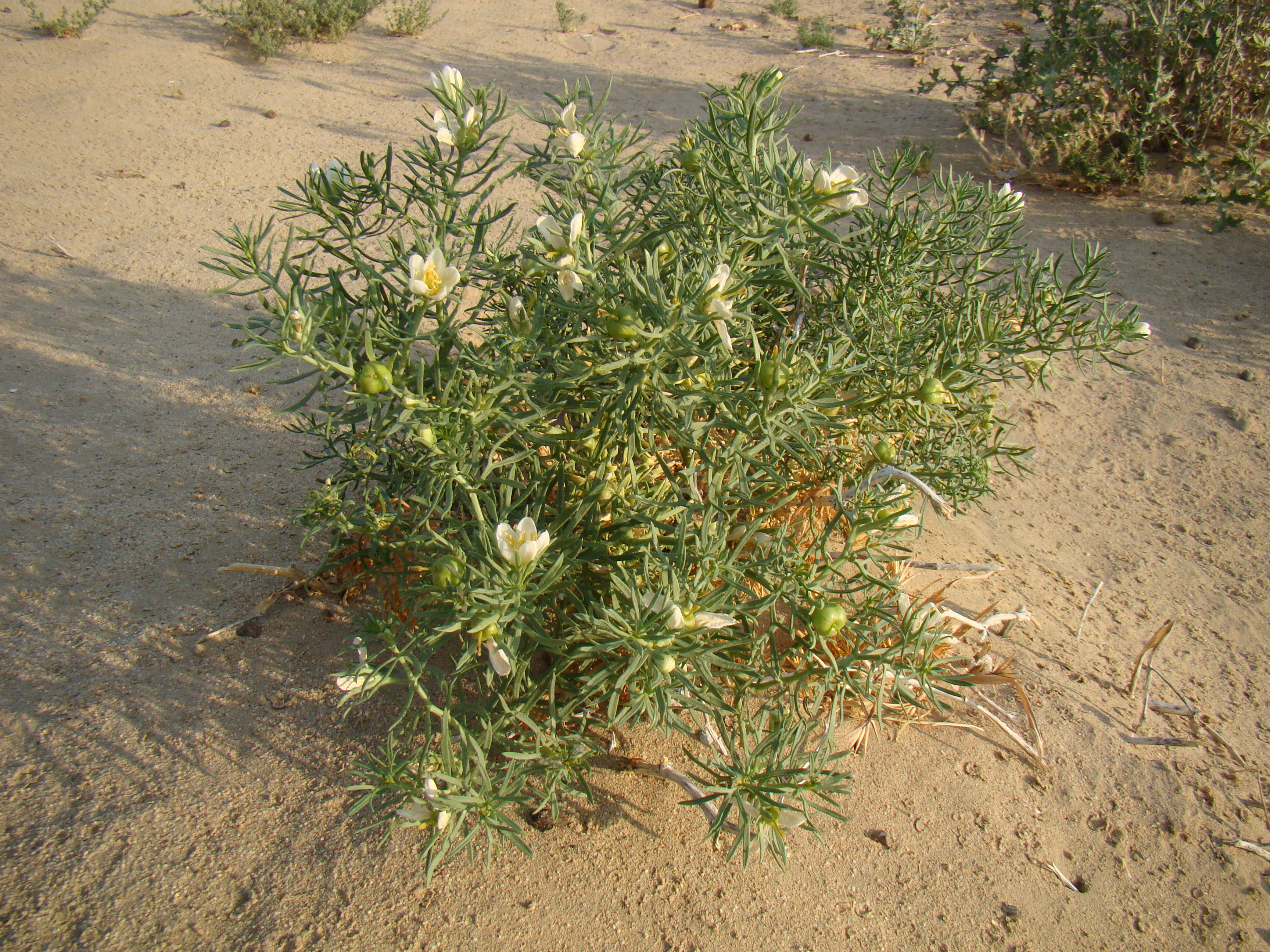
Habitus bloeiende plant
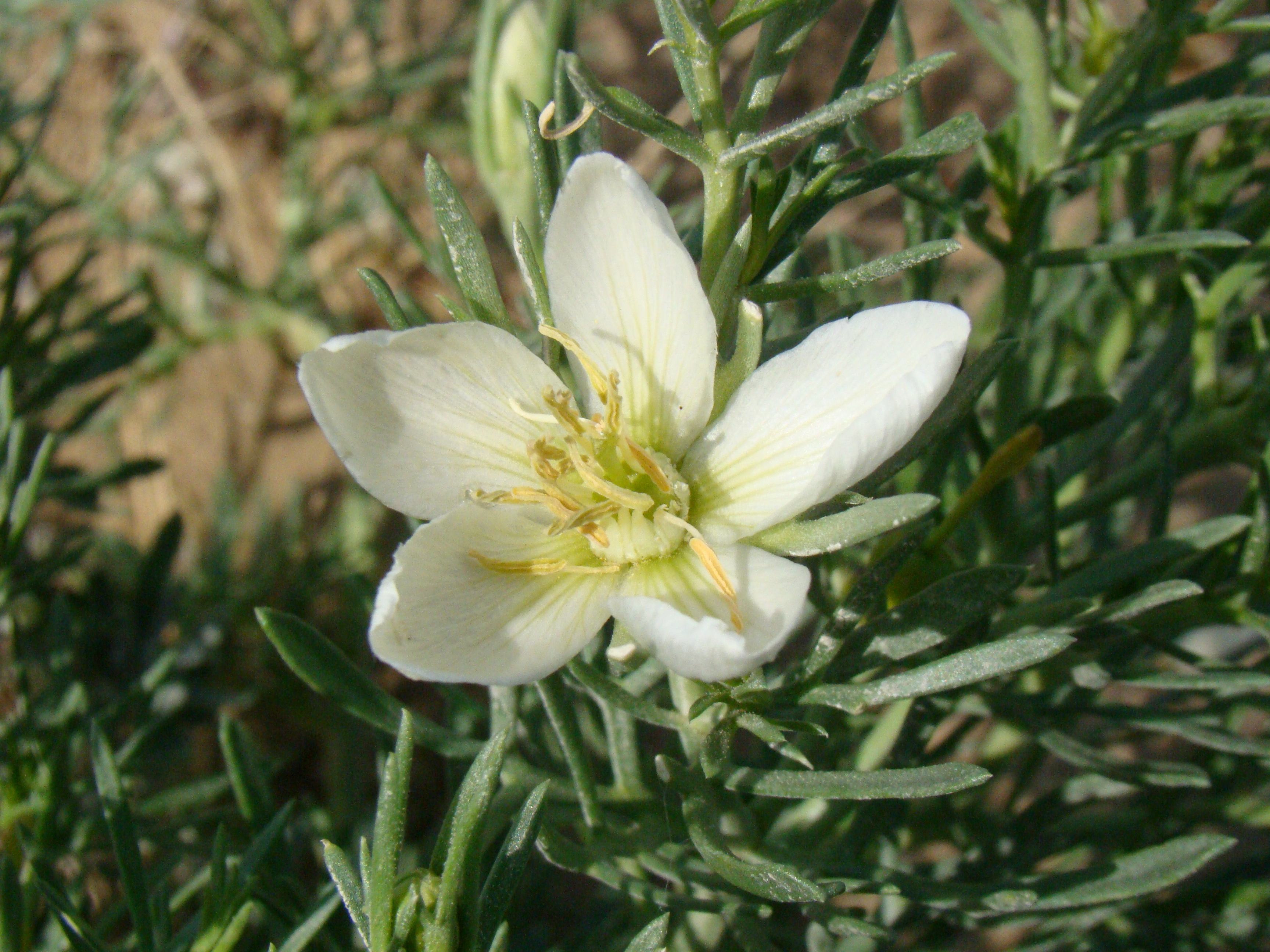
Bloem
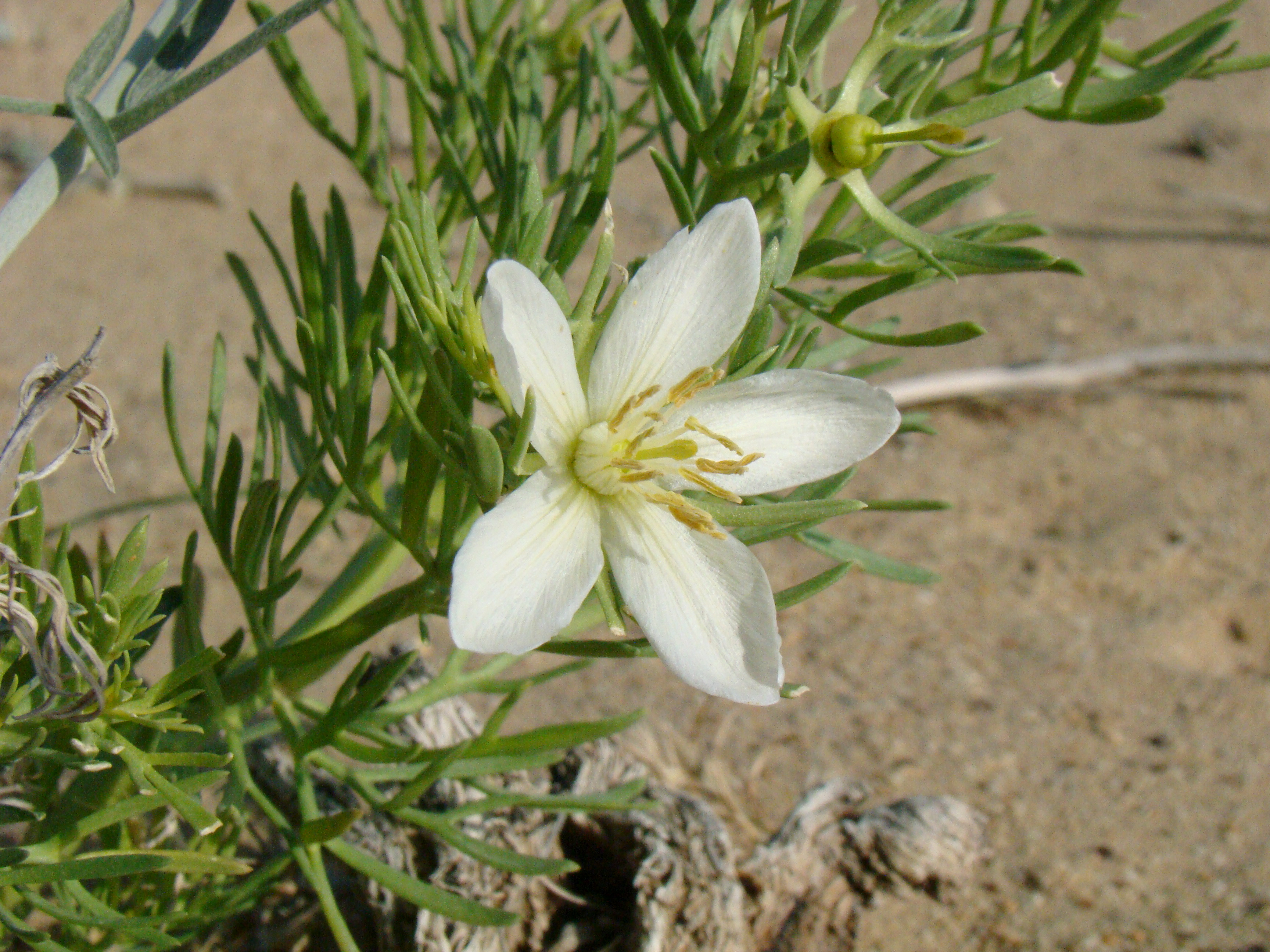
Bloem en onrijpe vrucht, met goed zichtbaar de smalle kelkbladeren
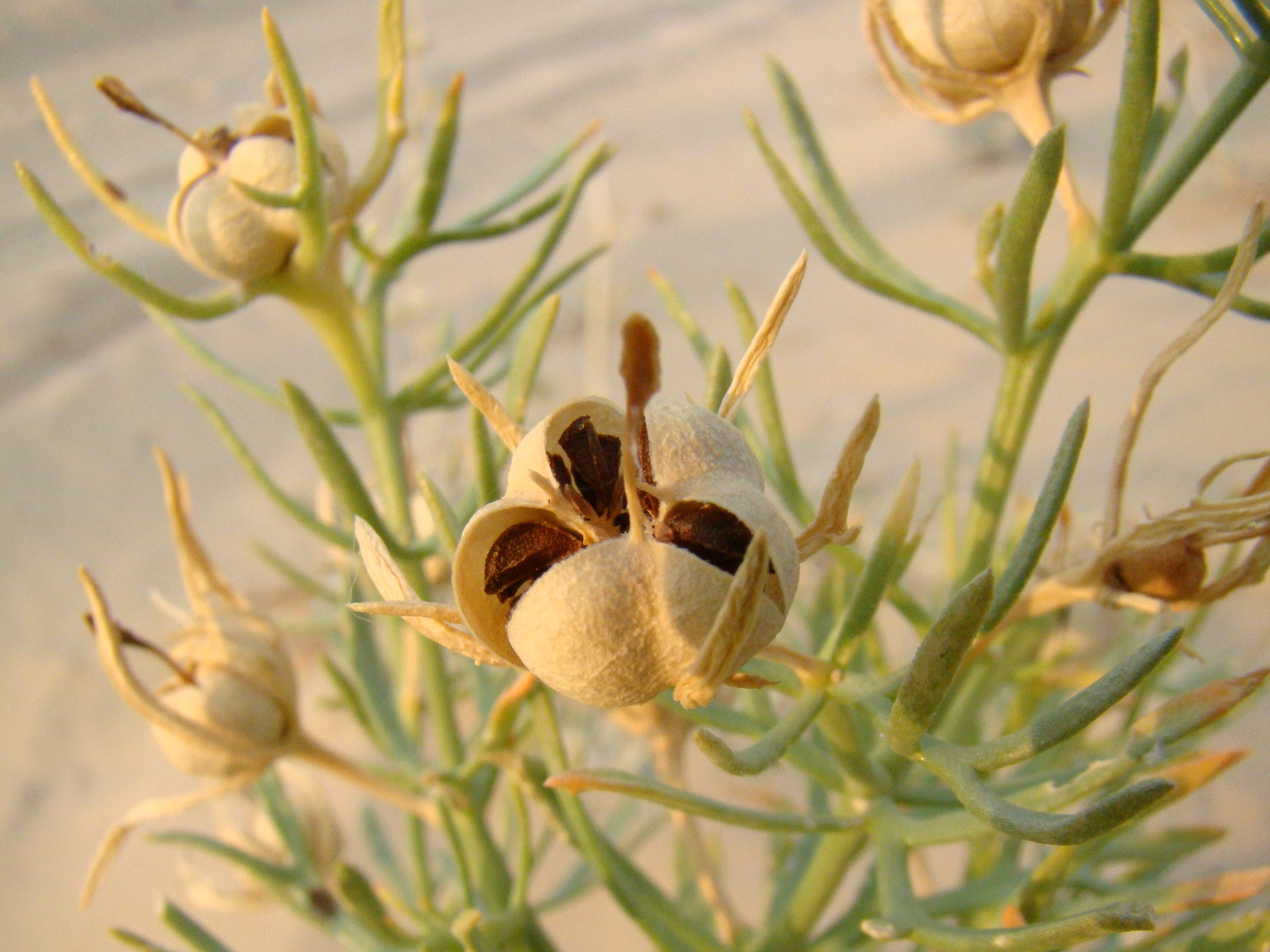
Rijpe geopende vruchten
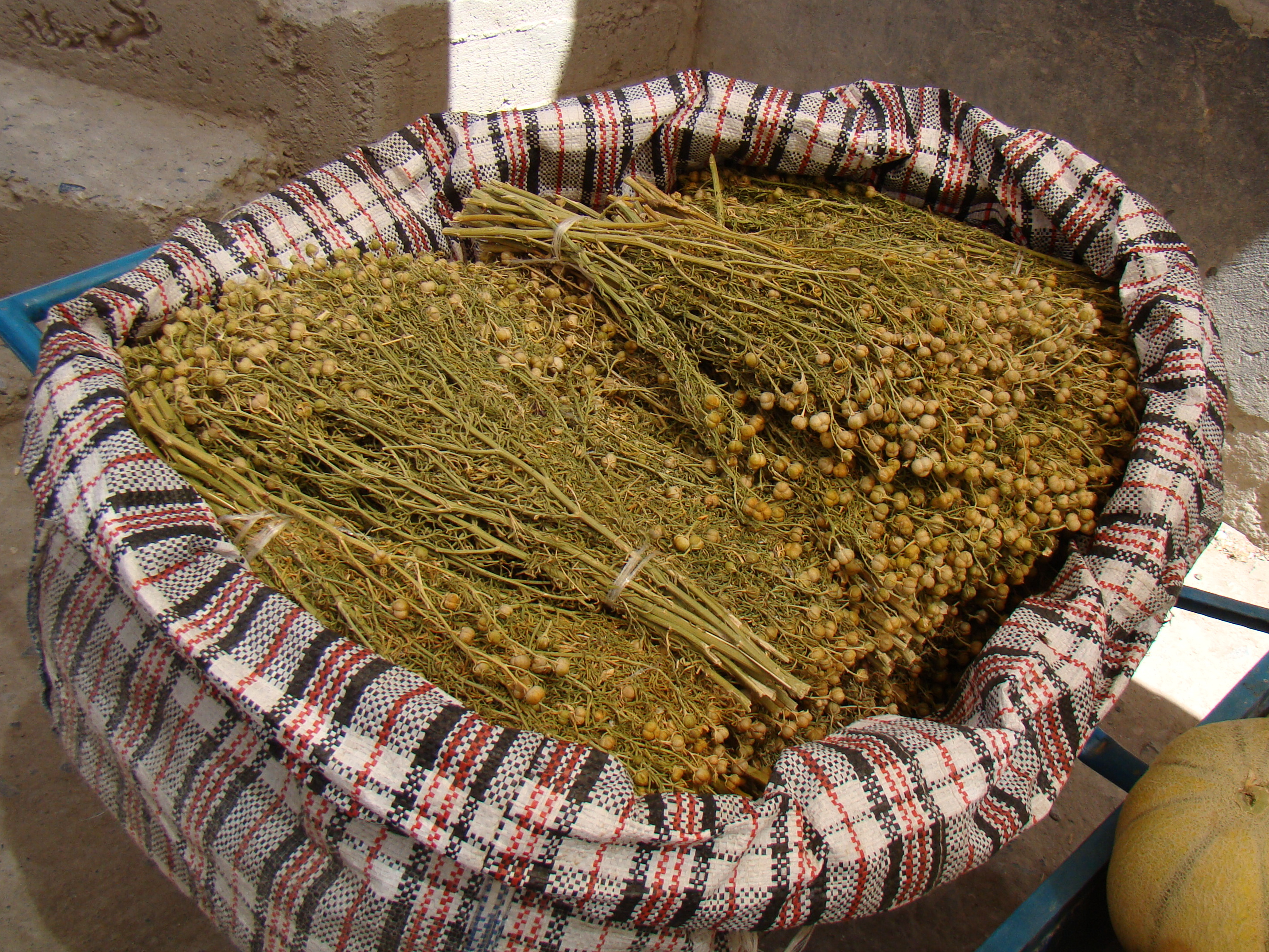
Gedroogde planten in zaad op een markt in Kentaū, Kazachstan
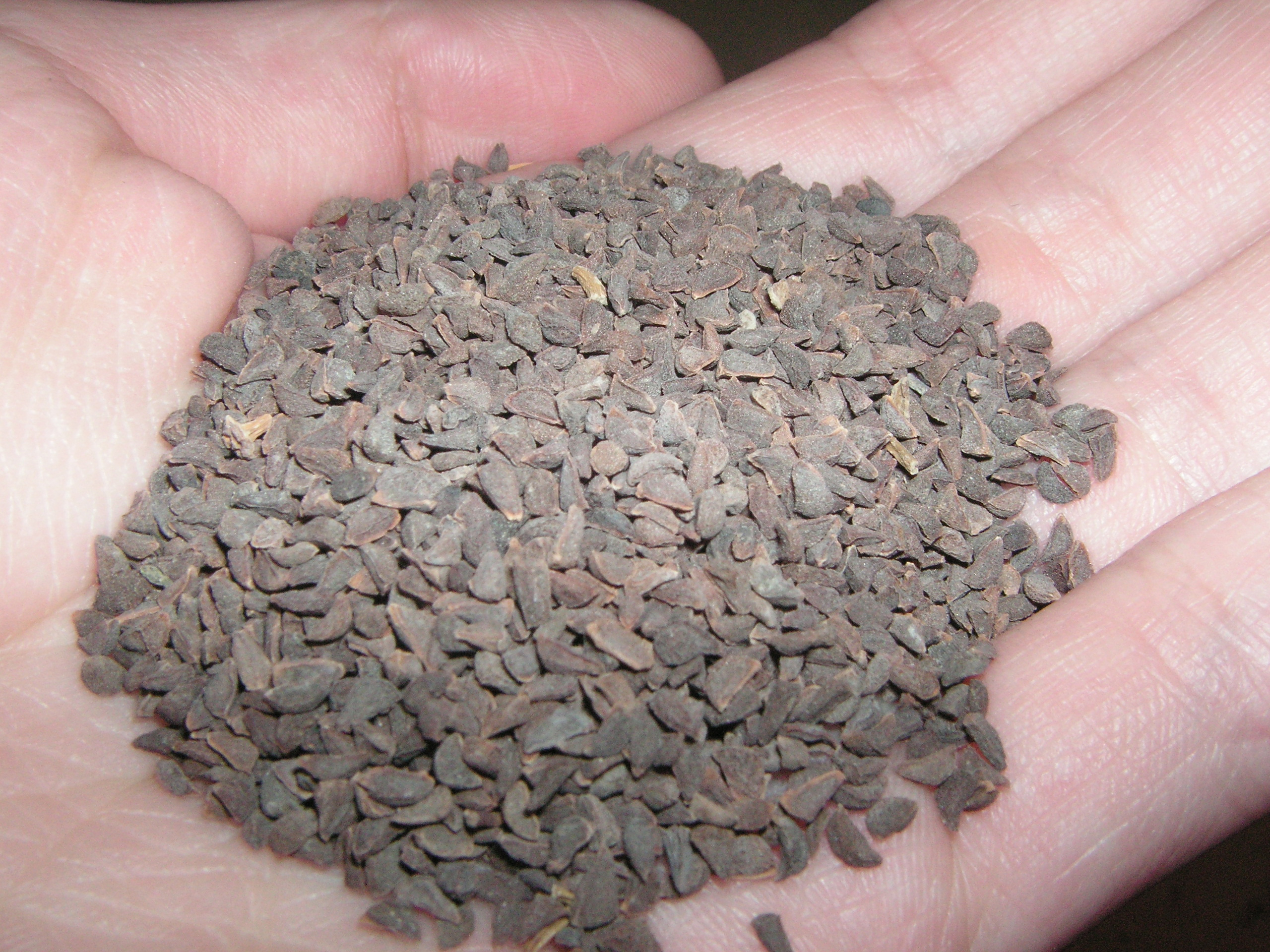
Zaden